# La Peyratte
La Peyratte är en kommun i departementet Deux-Sèvres i regionen Nouvelle-Aquitaine i västra Frankrike. Kommunen ligger i kantonen Thénezay som tillhör arrondissementet Parthenay. År 2022 hade La Peyratte 1 113 invånare.

## Befolkningsutveckling
Antalet invånare i kommunen La Peyratte
| Referens: INSEE |